# Butter Laake

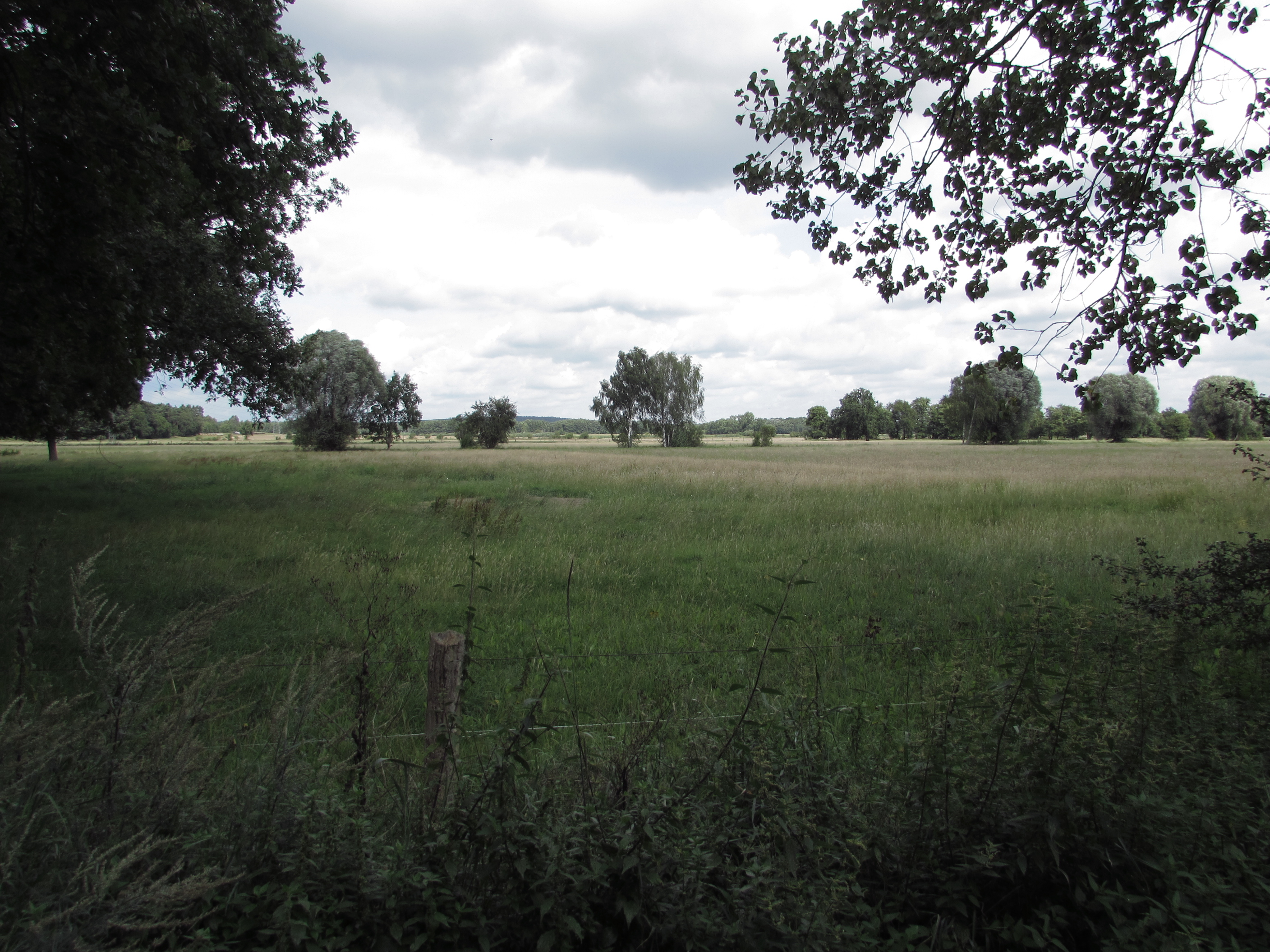
Wiese in der Butter Laake

Die Butter Laake ist ein Feuchtgebiet. Sie liegt südlich des Dorfes Brielow und nördlich des Wohnplatzes Brielow Ausbau in der Gemeinde Beetzsee und nordöstlich des nach ihr benannten Wohnplatzes Butterlake der Stadt Brandenburg an der Havel. Entwicklungsgeschichtlich handelt es sich bei ihr um den Teil einer eiszeitlichen Schmelzwasserrinne.

## Entstehungsgeschichte
Die Butter Laake südlich des Ortes Brielow entwickelte sich im Zuge der letzten, der Weichselkaltzeit als breite Schmelzwasserrinne. In ihr flossen die Wässer aus den Eisrandlagen im Bereich der heutigen Nauener Platte ab. Verbindung hat die Schmelzwasserrinne dabei zur glazialen Rinne des Bohnenländer- und des Gördensees und zur Beetzseerinne beziehungsweise zum Beetzsee. Die Schmelzwasserrinne soll unter anderem eine späte Abflussbahn des Baruther Urstromtals gewesen sein. Im weiteren Verlauf war das Gebiet von Moorbildung geprägt.

## Nutzung
Die Flächen der Butter Laake werden intensiv landwirtschaftlich genutzt. Um sie urbar zu machen, wurden Entwässerungsgräben angelegt. Die beiden Hauptgräben sind dabei der Eisengraben, der die Butter Laake nach Westen zur Havel, und der Schlangengraben, der sie nach Osten zum Beetzsee drainiert. Beide Grabensysteme werden über Wehre gesteuert. Die anmoorgleyhaltigen Böden der Butter Laake sind mit einem hohen Ertrag ausgewiesen. Die Flächen der Butter Laake sind Bestandteil der Naturparks Westhavelland und des Landschaftsschutzgebietes Westhavelland.